# Vroege boeddhistische scholen
De achttien vroege boeddhistische scholen ontstonden door verschillende splitsingen in de monastische Sangha (de gemeenschap van monniken) in de 200 jaar na het overlijden (Parinibbana) van de Boeddha. Zeventien van deze scholen bestaan nu niet meer, al zijn er wel nog een paar geschriften van sommige van deze scholen bewaard gebleven.

## Ontstaan van de verschillende scholen
In de tijd van de Boeddha bestonden er geen verschillende scholen of stromingen. Deze ontstonden na het Parinibbana van de Boeddha. De achttien vroege scholen droegen soms uiteenlopende meningen uit op het gebied van de Abhidhamma, het latere (filosofische) commentaar op de originele leer van de Boeddha. Veelal kwamen de Suttas (de originele toespraken en leer van de Boeddha) en de Vināya (de Boeddhistische Monastische Code) van de achttien scholen echter sterk overeen. Ook was het betrekkelijk normaal dat de volgelingen van verschillende scholen samen in één klooster leefden.
Het Theravada is de enige nog bestaande school van de originele achttien scholen. De overige zeventien scholen zijn waarschijnlijk na de islamitische verovering van het noorden India (tussen de 8e en 13e eeuw) verdwenen. De achteruitgang van de vroege boeddhistische scholen was vooral het gevolg van verslechterende discipline en praktijk in de kloosters, en de opkomst van nieuwe stromingen zoals het Mahāyāna. Ook de opname van verschillende boeddhistische concepten door het hindoeïsme heeft hieraan bijgedragen.
De Mahayanatraditie van het boeddhisme gebruikt soms de term hinayana om te verwijzen naar de vroeg boeddhistische scholen. Deze term kan echter als beledigend of denigrerend ervaren worden. De term 'Nikaya-boeddhisme' wordt tegenwoordig steeds meer gebruikt in de scholastische kringen en heeft een neutrale connotatie. Nikaya verwijst naar de canonieke geschriften van de vroeg-boeddhistische scholen. Deze geschriften waren georganiseerd in nikayas (pali: subgroepen).

## De oudste boeddhistische scholen (tot 300 BCE)
De achttien scholen is er een spreekwoordelijke term; in werkelijkheid waren er meer. Er bestaan verschillende lijsten van de 18 scholen. De onderstaande lijsten zijn in 1891 opgesteld door T.W. Rhys Davids

### De achttien scholen
De achttien 'originele' scholen ontstonden tussen het tweede (383 BCE) en derde concilie (253 BCE). Sommige van deze scholen bestonden slechts voor korte tijd. Het Theravada bestaat nu nog steeds, de overige scholen zijn in de loop der tijd uitgestorven. De namen van de scholen zijn in het Pali, soms wordt ook de naam in het Sanskriet gegeven.
Sthaviravada
1. Sthaviravāda
Vibhajjavada
Het Theravada-boeddhisme is hier een stroming van, die niet in dit overzicht genoemd wordt.
2. Vajjiputtaka -- Sanskriet: Vatsīputrīya of Vhibajjavada
3. Dhammuttarika -- Sanskriet: Dharmottarīya
4. Bhaddayanika -- Sanskriet: Bhadrayānīya
5. Channagarika -- Sanksriet: Sannāgarika
Pudgalavāda
6. Sammitiya (later Puggalavada tot 9e of 10e eeuw) -- Sanskriet: Pudgalavāda
 Sarvastivada
7. Mahisasaka -- Sanskriet: Mahishasaka|Mahīśāsaka (vanaf 232 v.Chr.)
8. Sabbatthivada of Sabbatthavada -- Sanskriet: Sarvāstivāda (realisme, sinds 237 v.Chr. scheiding met Vibhajjavada)
9. Kassapika -- Sanskriet: Kashyapiya|Kāśyapīya
10. Sankantika
Sautrantaka
11. Suttavada -- Sanskriet: Sautrāntika of Sutravada (tussen 50 v.Chr. en circa 100 n.Chr.)
12. Dhammaguttika -- Sanskriet: Dharmaguptaka (in Oost-Azië)
Mahasamghika
13. Mahasamghika of Mahasangitikaraka -- (voorloper van de Mahayana, sinds circa 383 v.Chr. scheiding met Sthaviravāda o.a. vanwege ruimere canon)
14. Gokulika
15. Bahussutaka of Bahulika -- Sanskriet: Bahushrutīya (eind derde eeuw v.Chr.)
16. Pannattivada -- Sanskriet:Prajnaptivada (eind derde eeuw v.Chr.)
17. Cetiyavada
18. Ekabyoharika -- Sanskriet: Ekavyaharaka|Ekavyahārikas

## Ontstaan van de achttien scholen

### Mahasanghika's scheiden zich af van Sthaviravada
De Sthaviravada is de oudste boeddhistische school. Aanleiding voor het Tweede concilie (383 BCE) waren meningsverschillen over de ordediscipline. De groep die aan de traditie vasthield noemde zichzelf de Sthaviravada, de "aanhangers van de leer van de ouden". De vernieuwers noemden zichzelf de Mahasnaghika's, de grote gemeente.

### Pugalavadin's scheiden zich af van Sthaviravada
De pugalavadins geloofden dat er, in tegenspraak met de anatta-doctrine, toch een wezenlijke kern of persoon aanwezig is, die de gevolgen van karma ondergaat en wedergeboren wordt. Zij scheidden zich af van de Sthaviravada.

### Splitsing van Sthaviravada in Vibhajyavada en Sarvastavada
De Sthaviravada splitste zich in de Vibhajyavada en Sarvastavada.
De Vibhajyavada waren sterk vertegenwoordigd in Zuid-India. De Theravada is een groep binnen de Vibhajyavada, die zich in Sri Lanka vestigde.
De Sarvastavada was de dominante school in Noord-India. Zij zijn bekend, en nog steeds van belang voor het begrijpen van de boeddhistische traditie, door hun stelling dat niet alleen huidige, maar ook toekomstige en verleden dhamma's bestaan.

### Sautrantika scheiden zich af van Sarvastavada
De Sautrantika waren afsplitsing van de Sarvastavada. Ze verwierpen de Abhidhamma-geschriften, en gebruikten alleen de oorspronkelijke soetra's. Ze gingen uit van een continu basaal bewustzijn waaruit het zintuiglijk en ideeën-bewustzijn tevoorschijn komt. Hiermee zijn ze een voorloper van de Yogacara.

## Belangrijke Scholen ten tijde van Asoka (250 v.Chr.)
Ten tijde van Koning Asoka (circa 250 v.Chr.) bestonden sommige van de achttien originele scholen al niet meer. Ook waren er enkele nieuwe groeperingen ontstaan. De voornaamste (maar niet de enige) scholen waren toen:
- Theravada (toen Vibhajjavada genoemd)
- Sammitiya
- Mahimsasaka
- Sabbatthivada
- De vier Andhaka scholen (ook wel Andhra):
  - Rajagirika
  - Siddhatthika
  - Pubbaselika -- Sanskriet: Purva Śaila
  - Aparaselika -- Sanskriet: Apara Śaila
- Mahasamghika
- Uttarapathaka

## Latere Vroege Scholen (tot ongeveer het jaar 0)
Deze scholen ontstonden zo tussen 250 v Chr tot het jaar 0, en zijn daarom nog wel vroege scholen, al behoren ze niet tot de 18 vroegste scholen. Deze scholen ontstonden nadat het begrip van de 'vroege boeddhistische scholen|18 scholen' gangbaar werd.
- Hemavatika -- Sanskriet: Haimavaita
- Vadariya (ook wel Vajariya)
- Uttarapathaka
- Vetulyaka
- Sunnatavada
- Hetuvada
- Lokuttaravada -- Sanksriet: Lokottaravāda (afkomstig van de Ekabyoharika / Ekavyahārika)
- Prajnaptivāda (eind derde eeuw v.Chr.)
- Caitika (circa 50 v.Chr.)
  - Apara Śaila
  - Uttara Śaila -- Sanskriet: Uttarasaila

## Scholen die na het jaar 0 ontstonden
De Scholen die in de periode tussen 300 voor Christus en het jaar 0 ontstonden worden ook als vroeg beschouwd, maar behoren niet tot de eerste achttien scholen.
- Mūlasarvāstivāda (derde en vierde eeuw)

## Verder lezen
- Harvey, Peter (1995), An introduction to Buddhism. Teachings, history and practices. Cambridge: Cambridge University Press
- Schumann, Hans Wolfgang (1997), Boeddhisme. Stichter, scholen en systemen. Rotterdam: Asoka